# Tortilla Flat (filme)
Tortilla Flat é um filme norte-americano de 1942, do gênero comédia dramática, dirigido por Victor Fleming  e estrelado por Spencer Tracy e Hedy Lamarr.